# Lech Dominik
Lech Dominik (ur. 1955 w Gorzowie Wielkopolskim) – polski artysta fotograf, fotoreporter. Członek Okręgu Warszawskiego Związku Polskich Artystów Fotografików. Członek Gorzowskiego Towarzystwa Fotograficznego. Kierownik Działu Edukacji i Promocji Muzeum Lubuskiego im. Jana Dekerta w Gorzowie Wielkopolskim. Biegły sądowy w dziedzinie sztuki w zakresie realizacji obrazu filmowego, telewizyjnego i fotografii.

## Życiorys
Jest absolwentem Akademii Sztuk Pięknych w Poznaniu (Wydział Komunikacji Multimedialnej) oraz Studium Fotografii ZPAF (1994). Związany z gorzowskim środowiskiem fotograficznym – mieszka, pracuje, tworzy w Gorzowie Wielkopolskim. Z fotografią artystyczną związany od początku lat 70. XX wieku. W 1980 został przyjęty w poczet członków rzeczywistych Gorzowskiego Towarzystwa Fotograficznego, w pracach którego uczestniczył do końca lat 80. XX wieku. Miejsce szczególne w jego twórczości zajmuje fotografia abstrakcyjna, fotografia kreacyjna, fotografia portretowa, fotografia przyrodnicza oraz fotografia reklamowa. 
Lech Dominik jest autorem i współautorem wielu wystaw fotograficznych w Polsce, na Litwie, w Niemczech oraz w Szwajcarii; indywidualnych, zbiorowych, poplenerowych oraz pokonkursowych – gdzie jego fotografie wielokrotnie doceniano (otrzymał m.in. II nagrodę podczas Gorzowskich Konfrontacji Fotograficznych w 1993, III nagrodę GKF w 1995, wiele wyróżnień na wystawach dorocznych Gorzowskiego Towarzystwa Fotograficznego). W latach 1990–1991 fotografował w ramach współpracy z Gazetą Lubuską. W latach 1992–1998 był właścicielem Agencji Fotografii Reklamowej IMAGE. Został przyjęty w poczet członków rzeczywistych Okręgu Warszawskiego Związku Polskich Artystów Fotografików (legitymacja nr 732).
Lech Dominik jest autorem bestsellerowego albumu Waldemara Kućki spacer po Gorzowie, który w 2018 roku uhonorowano Nagrodą Rektora Uniwersytetu im. Adama Mickiewicza w Poznaniu za najlepszą książkę popularnonaukową, przyznawaną w ramach konkursu Lubuski Wawrzyn Naukowy. W 2019 został odznaczony Brązowym Medalem „Zasłużony Kulturze Gloria Artis”. W 2020 został uhonorowany Nagrodą Kulturalną Prezydenta Miasta Gorzowa Wielkopolskiego (statuetką motyla) – wyróżnieniem gratyfikującym gorzowskich twórców i animatorów kultury oraz sztuki.

## Odznaczenia
- Brązowy Medal „Zasłużony Kulturze Gloria Artis”[1]

## Wystawy indywidualne (wybór)
- Teatr w fotografii – Mała Galeria GTF (Gorzów Wielkopolski 1983)
- Wystawa autorska – Gorzowskie Konfrontacje Fotograficzne (Gorzów Wielkopolski 1989)
- Image – Galeria KMPiK (Gorzów Wielkopolski 1991)
- Fotografia – Galeria ZPAF (Warszawa 1992)
- Prezentacje – Galeria ZPAF (Katowice 1992)
- Destrukcje – Mała Galeria GTF (Gorzów Wielkopolski 1996)
- Autografie – Mała Galeria GTF (Gorzów Wielkopolski 1997)
- Destrukcje – (Rzeszów 1998)
- Foto–grafie – Galeria Ars (Gorzów Wielkopolski 2004)
- Destrukcje II – Muzeum Puszczy Drawskiej i Noteckiej im. Franciszka Grasia (Drezdenko 2007)
- Lech Dominik fotografie – Galeria Punkty Widzenia PWSZ (Gorzów Wielkopolski 2010)

Źródło

## Wystawy zbiorowe (wybór)
- Wystawa Wyższego Studium Fotografii – Galeria ZPAF (Warszawa 1992)
- Wystawa fotografii Dyplom ’93 – Galeria ZPAF (Warszawa 1993)
- Konfrontacje ’95 – Galeria PF (Poznań 1995)
- Konfrontacje ’96 – Galeria PF (Poznań 1996)
- Dziedzictwo i współczesność – (Gorzów Wielkopolski 1998)
- Wystawa prac artystów – nauczycieli Liceum Plastycznego z okazji 10-lecia szkoły (Gorzów Wielkopolski 2004)
- 3 X 3. Trzy pokolenia gorzowskich artystów (Gorzów Wielkopolski 2007)
- Indefinable photography (Gorzów Wielkopolski 2011)

Źródło